# Stigmatogaster atlantea
Stigmatogaster atlantea är en mångfotingart som först beskrevs av Karl Wilhelm Verhoeff 1938.  Stigmatogaster atlantea ingår i släktet Stigmatogaster och familjen trädgårdsjordkrypare.
Artens utbredningsområde är Marocko. Inga underarter finns listade i Catalogue of Life.